# Села-Сата
Села-Сата (с ингуш. «Сата — дочь Селы» или Стела-Сата (с чечен. «Сата — дочь Стелы») — в чечено-ингушской мифологии богиня искусств и ремёсел, покровительница девушек, провидица невест.

## Нартский эпос

#### Характеристика
Села Сата — наставница нартов, их мудрая советчица. Они называют её матерью, хотя она не является ею. С помощью Боткий Ширтки принесла из мира мёртвых (Эл) напёрсток, иглу и ножницы, и злаки. Также в мире мёртвых Ширтка научил её варить пиво. Жизнь нартов стала легче, потому что появились урожаи злаков, и Сата смогла шить им хорошую и прочную одежду.

#### Рождение
Отец — Села, мать — мёртвая девушка. Из сказаний известно, что у орстхойцев была очень красивая девушка, на которой никто не женился, и до которой хотел добраться громовержец Села. Он боялся Солсы и не смог осуществить задуманное. Перед смертью девушка велела три ночи караулить её могилу, чтобы Села не осквернил её. Солса караулил два дня подряд, но на третий день, под самое утро он задремал, и этим воспользовался Села, осквернив труп девушки. Мёртвая девушка в тот же час родила девочку. Проснувшийся Солса схватил лук и ранил Селу в живот. Ингуши говорят, что из этой раны выползают кишки, их урчание производит гром. Солса принёс девочку домой и орстхойцы решили назвать её Села Сатой.

#### Семья
Ввиду наличия множества сказаний, записанных в разных местностях и в различные временные промежутки, а также возможных искажений при записи, информация может быть противоречива. Здесь перечислены все возможные варианты родства.
- Муж — бог солнца Гела (Хӏало), который живёт на небе вместе с её отцом Селой[6][7].
- В большинстве сказаний, Солса — её сводный брат. Она живёт с ним и остальными нартами, считается их сестрой и наставницей.
- Если по одним из сказаний, Солса — единоутробный брат Боткий Ширтки, то Села Сата его единоутробная сестра. Известно, сказание, где Ширтка якобы живёт в доме у Саты[6].

#### Замужество Села-Саты
Бог Гела (Хӏало) решил жениться и не мог выбрать между Села Сатой и Малха Азой. Тогда он сказал, что женится на той, которая сошьёт одежды для его 63 нартов. Так как Малха Аза, связанная с солнцем, не имела права выходить куда-либо, то сшитая ею одежда оказалась не в пору нартам, в отличие от одежды Саты, которая ночью сняла мерки. Села Сата победила в состязании и Гела (Хӏало) женился на ней.

## Культ
- Ингушские невесты говорят: «Если в день моего замужества провозгласит моё здоровье и пожелает мне благополучия Сата, то у меня ножницы будут золотые, а игла серебряная; если же провозгласит здоровье джинн, то я погибла»[7] .
- Об искуснице Сате поют: «Если мы не будем петь песни, то и Села Сата не станет шить египетской иглою»[7] .
- В ее честь собирались жители селения или представители определенной фамилии (в том числе женщины и девушки) и устраивали праздник[5].

## Атрибуты и символы

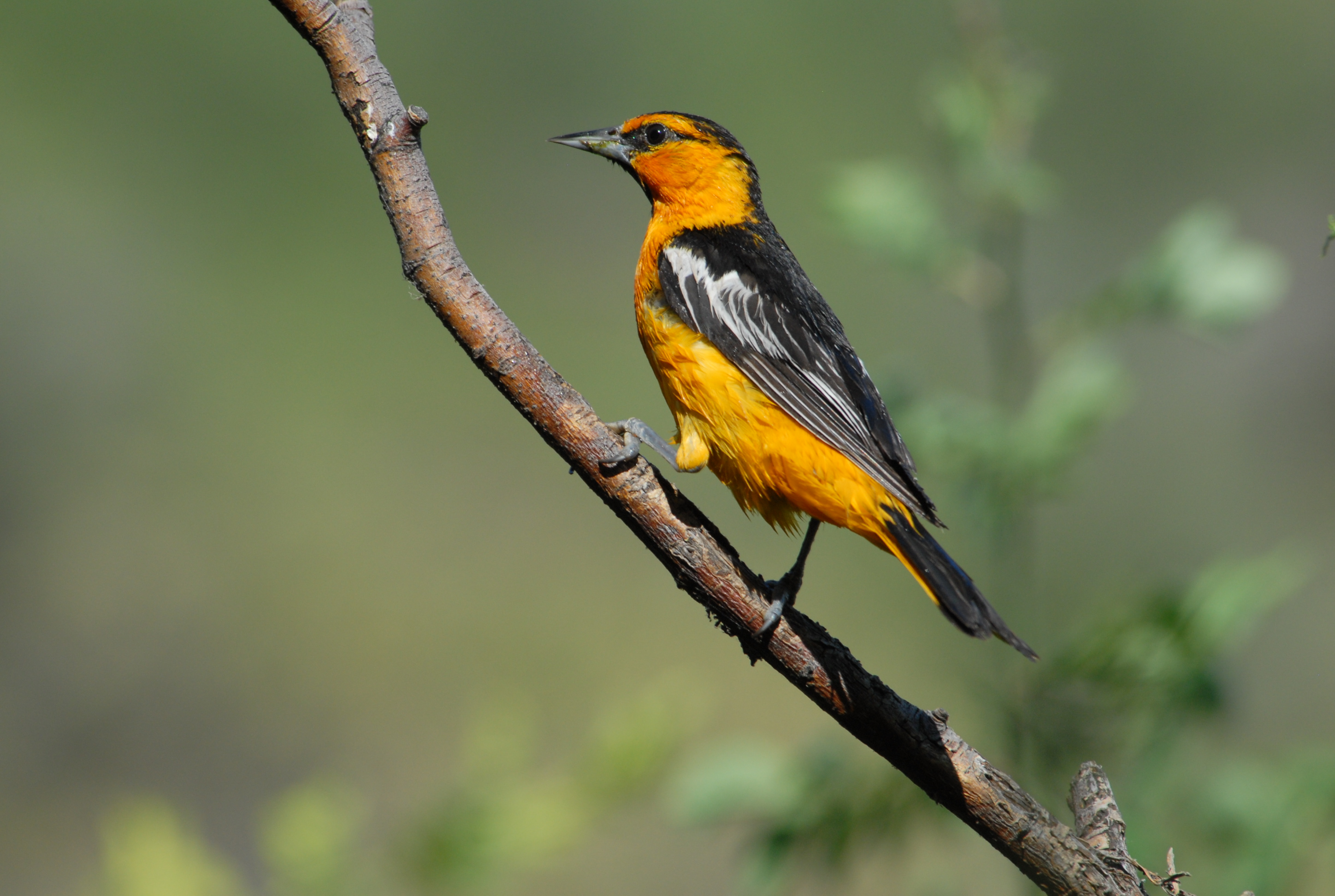
Иволга

- Подаренное отцом Селой волшебное кольцо давало Сате ответы на её вопросы[6].
- Напёрсток, нитки, игла и ножницы — символы богини, упоминающиеся в обрядовых песнях[7].
- Птица иволга (селасат) в ингушском языке названа именем богини[8].

## В астрономии
- «Ча токхадаь мотт» — «Место, по которому пронесена солома», образовалось, в том месте, где Сата пронесла солому для брачной постели. Так называется Млечный путь[7][9].
- «Сата-боджал» — треугольный хлеб Саты или «Кхо ког» — треугольник. Так называли три звезды, образующие треугольник: одна — светлая, а две — тёмные. Стоит заметить, что при совершении жертвоприношений пекли треугольную лепёшку, которую клали поверх остальных[7][9].